# István Csáky
István Csáky (Segesvár, 15 marzo 1894 – Budapest, 27 gennaio 1941) è stato un politico ungherese.

## Biografia
Iniziò la sua carriera diplomatica nel 1919 al termine della prima guerra mondiale, quando l'Ungheria ottenne la sua completa indipendenza. Partecipò alla conferenza di pace di Versailles quindi fu consigliere di legazione presso la Santa Sede, in Romania e in Spagna.
Nel 1935 divenne capo di gabinetto del ministro degli esteri Kanya e il 10 dicembre 1938 divenne lui stesso ministro degli Esteri, carica conservata fino alla morte. Favorì una politica di amicizia verso l'Italia e verso la Germania. Fu l'anima dell'accordo con Adolf Hitler del 2 novembre 1938, che consentì all'Ungheria di strappare alla Cecoslovacchia una parte della Slovacchia e della Rutenia. Anche nel marzo 1939 Csáky ottenne da Hitler una nuova porzione della Cecoslovacchia, la Rutenia subcarpatica.
Scoppiata la seconda guerra mondiale, Csáky osservò una posizione di attesa anche per l'avversione del presidente del consiglio  Pál Teleki ad  entrare in guerra. Nell'agosto 1940 riuscì però ad ottenere da Hitler la metà settentrionale della Transilvania. Il 12 dicembre 1940 firmò un patto di amicizia con la Jugoslavia, dopo aver aderito nel novembre al Patto Tripartito. Morì improvvisamente a Budapest il 27 gennaio 1941. Come ministro degli Esteri, successe László Bárdossy.